# Obrajes en la Real Audiencia de Quito

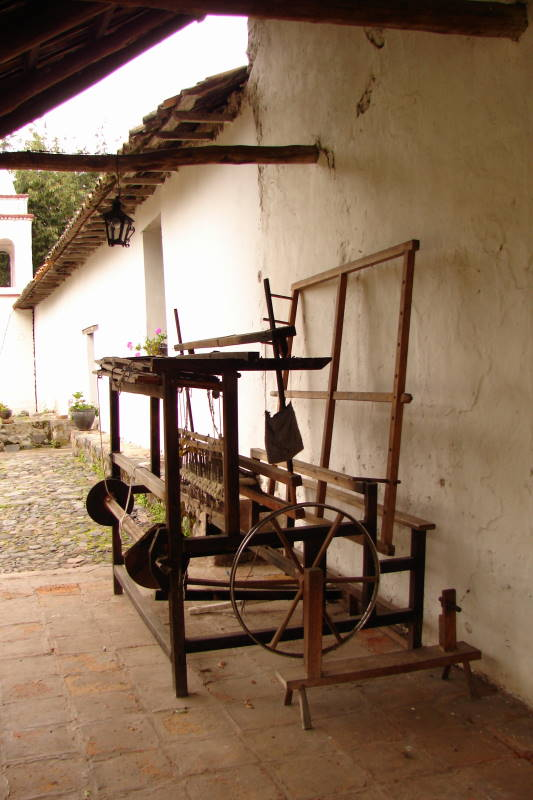
Obrajes en la Hacienda Guachalá

Los obrajes en la Real Audiencia de Quito surgieron a partir de las encomiendas creadas durante el siglo XVI con el fin de producir textiles y caracterizaron la economía en la región andina de la Audiencia de Quito (en la costa destacó la agricultura). Tuvo mucha importancia durante los siglos XVII y XVIII por sus exportaciones hacia Lima y Potosí a cambio de plata de las minas de esta última. Esto duraría hasta las últimas décadas del siglo XVIII cuando serían desplazados por el desarrollo textil industrial en Inglaterra y Francia que les haría perder competitividad hasta su virtual desaparición en el siglo XIX cuando las haciendas de los andes ecuatoriales redireccionarían su actividad económica hacia la agricultura. 

## Resumen histórico de los obrajes

### Inicios y la ausencia de minería
Aunque no existe un censo general que describa la situación de los obrajes en la Audiencia de Quito, si existen recuentos geográficos que permite identificar la existencia de obrajes sobre lo que ahora es Otavalo, Quito, Latacunga y Riobamba. Teniendo como lugares de mayor importancia a Quito y Riobamba. Estos obrajes tenían como base económica las actividades agropecuarias y carecerían de recursos mineros ya que las minas de Portovelo y Zaruma eran extremadamente pequeñas y ante la falta de mano de obra cerarrían tempranamente. Por otro lado la minería en el norte, en la provincia de Esmeraldas, no se desarrollaría como si lo haría en otros lugares de Nueva Granada debido a las dificultades de transporte entre la región andina y costeña que no permitió una articulación entre las haciendas y las minas como si sucedería en lo que ahora es Popayán. Por esta razón, la abundancia y calidad de tierras para pastar permitió el desarrollo ganadero y la producción de lana que sería la base de los obrajes para la manufactura textil. Los ingentes rebaños de lanar serían complementados con las grasas animales y tintes naturales que abarataban considerablemente los costes de producción, así como la carte y derivados de la ganadería harían que los suministros y abastecimientos de los rebaños estén garantizados.

### De las encomiendas a los obrajes

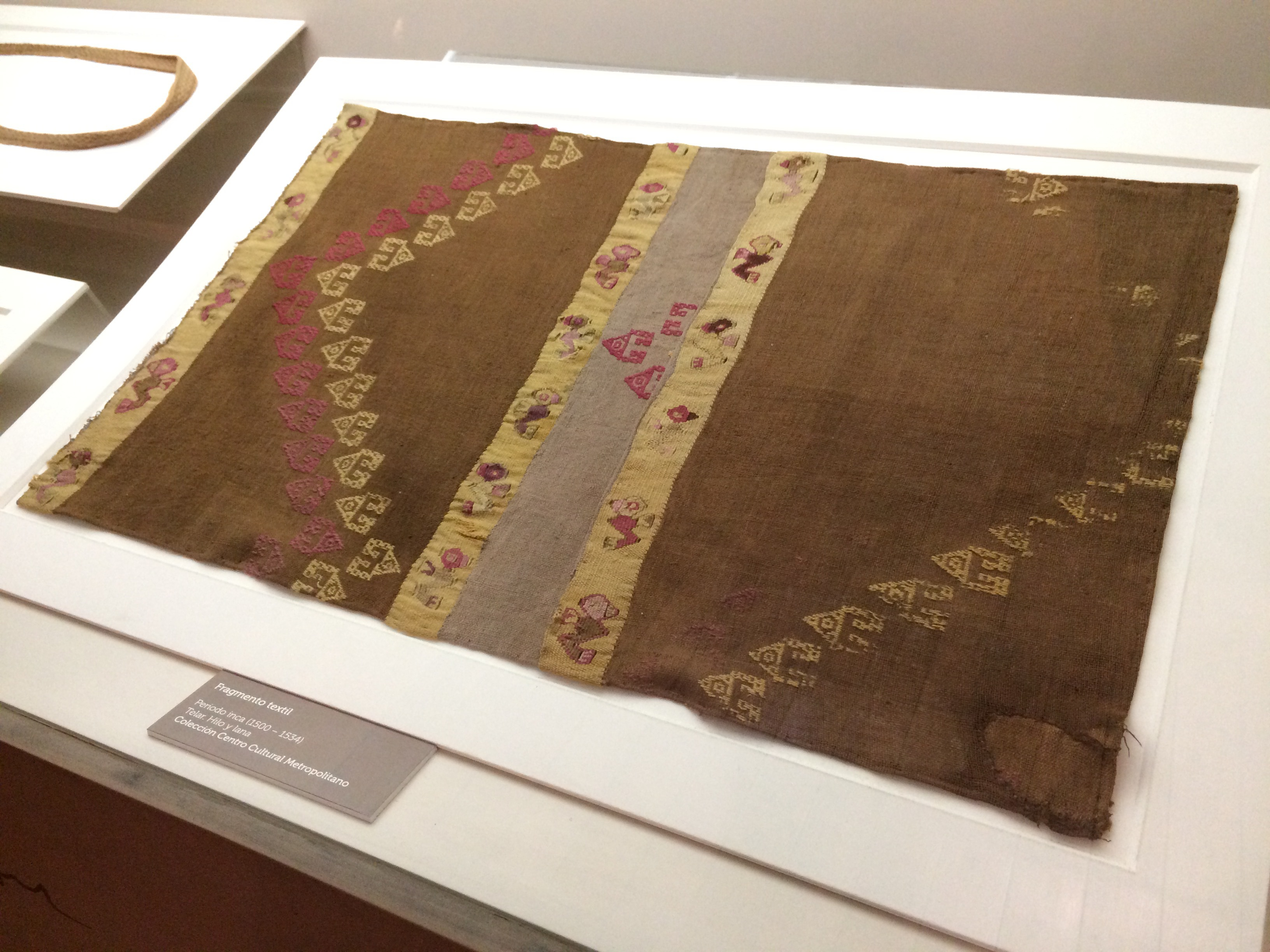
Fragmento textil (s. XVI), hilo y lana. Museo de la Ciudad, Quito

Desde el año 1535 hasta finales de dicho siglo, el cabildo repartió varias estancias para ovejas y licencias para hierros del ganado europeo. Existe el registro del año 1550 cuando un encomendero de Otavalo dio a la comunidad más de 15 mil ovejas, algo equivalente a varios rebaños de un cacique de Latacunga. Para fines de ese siglo se calculaba en cerca 600 mil las cabezas de lanar en Ambato y existían cerca de 2 mil pastores en la ciudad de Quito. Inicialmente las minas permitieron acuñación de monedas en Quito sin embargo el ocaso de esta actividad afectaría la vida en los obrajes, así como la fundación de la ciudad de Cuenca en la década de los 50 privaría a Quito de la jurisdicción austral en la Audiencia. Por estas razones se explica la inexistencia de una Casa de la Moneda dentro de la provincia de Quito y la poca importancia que la minería y en consecuencia la esclavitud (que se concentró en pocas haciendas en el norte de Ibarra) tuvo en la actividad económica en este territorio. Se registra que hacia 1570 habían ocho obrajes de comunidad y diez años después se crearían tres obrajes particulares. Esto sin contar con centro de manufactura textil más pequeños como los conocidos batanes, obrajuelos y chorrillos que escaparon muchas veces del censo. Los ocho obrajes estaban ubicados en las encomiendas más numerosas: Latacunga, Chimbo, Chambo, Lito, Sigchos, Tiquizambe y Otavalo. Todas salvo dos casos contaban además con grandes rebaños de ovejas y tierras aptas para pastar. Estos obrajes surgían mediante conciertos (acuerdos) entre el encomendero y los caciques de sus encomiendas para el pago de tasas o tributos. La encomienda de Otavalo, probablemente las más importante perteneció inicialmente al conquistador Pedro de Puelles y después a Rodrigo de Salazar quien lograría el cargo de teniente de gobernador. En Quito logró distinas mercedes de tierras del cabildo y llegó a tener mucho dinero. Se casó con doña Ana Palla de la familia nobe inca (el apellido Palla hace referencia a su origen cuzqueño), dejando descendencia mestiza. Caso similar fue el de Diego Lobato de Sosa Yarucpalla. Tras su muerte, el obraje pasó a la Corona. Salvo este caso, los obrajes de comunidad funcionaban en encomiendas privadas quiteñas. Esto también fue el caso de los demás obrajes particulares que surgieron por conciertos entre los caciques y sus encomenderos Francisco Ramírez de Arellano  y Lorenzo de Cepeda. Posteriormente a lo largo del siglo XVII un gran número de obrajes se vinculará a encomenderos o sus descendientes como Londoño, Sandoval, Ponce Castillejo, Vera Mendoza, Galarza entre otros. Sin embargo si es importante distinguir entre los encomenderos y la propiedad de obrajes: no todos lograron crear un obraje sobre la tierra que fue encomendada, no todos lograron perpetuarse hasta el siglo XVII, ni consiguieron continuidad familiar y arraigo en Quito. Sin embargo, aquellos que lograron establecerse como encomenderos obrajeros tenían más probabilidad de lograrlo. Este fue el caso del linaje quiteño de los Arellano, que sería fundado por Francisco Ramírez de Arellano, conquistador hiijo bastardo del conde de Aguilar. A sus méritos se añadirían los de Lorenzo de Ulloa, conquistador de Perú y suegro suyo. En base a su encomienda crearía el obraje en Chambo. Una nieta suya se casaría con otro encomendero obrajero Pedro Ponce de Castillejo que era tronco de los condes de Selvaflorida y uno de los principales obrajeros y hacendados del siglo XVIII. Otra nieta suya se casaría con Pedro de Vera que los uniría con la distinguida familia Cepeda. Sin embargo, la varonía de ambas casas se perdería a finales del siglo XVII. Lorenzo de Cepeda quien fuera familiar de Santa Teresa de Ávila, sería también tesorero, encomendero y obrajero importante en Quito y uniría su familia con mercaderes prósperos como los Plaza y los Abad. También fue costumbre que los obrajeros se casen con funcionarios públicos o presidentes, como fueron Zozaya, Araujo y Río, o Montúfar, así como oidores Moreno de Mera. También existe el registro del presidente Munive quien fue acusado de poseer mediante testaferros algunos obrajes.

### El aumento de la población indígena

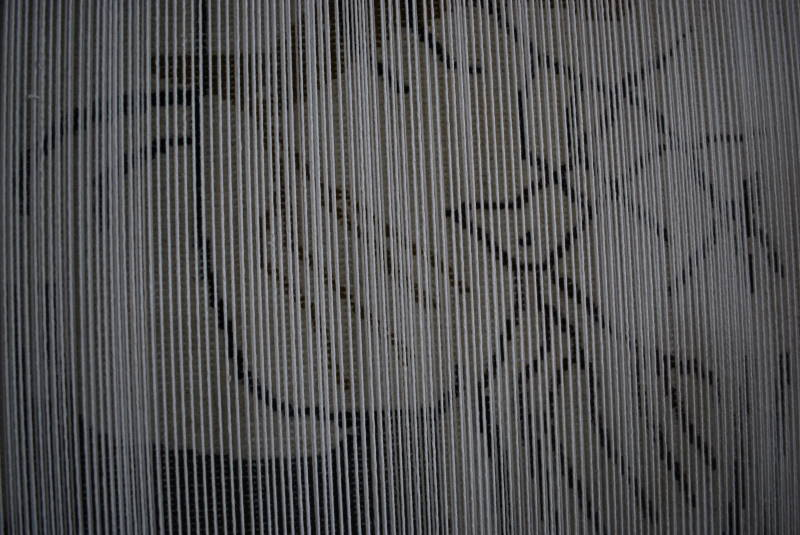
Patrón de confección de textiles tradicionales en Guano, con técnica vertical, de la comunidad Puruhá

Por otro lado, mientras las minas tenían poca mano de obra, los obrajes disfrutaban de su abundancia (las dificultades de movimiento impidieron grandes olas de migración interna). Durante los primeros dos siglos y medio, la población indígena se encontraba concentrada en la sierra, desde Otavalo a Riobamba en una proporción que oscilaba normalmente entre el 90% y 80% de la población. Esta variación en la proporción poblacional del norte de los Andes ecuatorianos dependía de la cantidad de gente en la costa y sierra sur, que normalmente escaseaba así como el aumento poblacional notorio que existió desde los siglos XVI y casi todo el siglo XVII. Esto marca una diferencia frente a lo que ocurrió en otros territorios de la monarquía hispánica donde muchas veces la población se vio diezmada por el trabajo forzado en las mitas. En cambio, los obrajes prosperaban y aumentaban tanto las personas que ahí trabajaban como también las cabezas de ovejas que eran la base de la materia prima. Esto hizo que esta región reciba migración interna de otras regiones vinculadas a la minería de Popayán atraídos por la abundancia de Quito y por la ausencia de minas donde puedan ser enviados. Muchos de ellos fueron integrados en los obrajes mientras que otros terminaron como vagabundos de los que se calculan 6 mil a principios del siglo XVII, proporción similar que existía en otras villas y asientos de la región andina norteña de Quito. Esta dinámica duraría hasta la última década de dicho siglo cuando empezaría la caída de la curva demográfica en la región lo que repercutiría negativamente en las manufacturas textiles debido en parte al auge que existía en otras regiones como Cuenca y Guayaquil, este último vinculado a la exportación de Cacao. Además, esto hizo que la población de indígenas en la Provincia de Quito sea alta, lo que contrasta fuertemente con su historia prehispánica en donde no existen grandes culturas con marcado desarrollo como fue el caso de Mesoamérica o el Altiplano. Es más, no se puede "hablar de una población urbana ni de una sociedad citadina plenamente constituida antes de la llegada de los españoles". La Hoya de Quito y sus alrededores fue un valle importante para el comercio andino pero no se constituyó como un centro urbano a la manera de Cuzco o Tomebamba. No obstante, existen personas que defienden la existencia de una ciudad en Quito para argumentar que se fundó sobre ella la villa española con el fin de afirmar una continuidad similar a la de Cuzco. Quienes afirman aquello usan tres fuentes normalmente: 
1. La descripción de Pedro Cieza de León, sobre Quito que "está asentada en unos antiguos aposentos que los Ingas"
2. La división del Incario en dos mitades a las que se hace referencia, en la Relación de los Quipucamayos de Vaca de Castro
3. Las alusiones a diferentes edificios existentes que se hacen en las actas del cabildo quiteño desde los primeros años.

Sin embargo, ninguna de las referencias hace mención explícita a una ciudad preexistente. Los aposentos incas se refieren a territorios que tenían los Incas, como Atahualpa en lo que ahora se conoce como Auqui cerca del valle de Tumbaco. La división del incario en dos mitades, que en realidad entra en conflicto con la división oficial de cuatro suyos y una capital, y que pudo haber sido exacerbada por la guerra civil incaica. Existen por otro lado varias fuentes que dan fe del crecimiento sorprendente incluso para los coetáneos de la población indígena de Quito y sus alrededores, como el informe oficial en 1627 del presidente de la Real Audiencia  afirmando que "los naturales (indígenas) no sean disminuido antes van en crecimiento". El debate más bien reside en el origen de este crecimiento, ya sea por menor mortalidad o mayor migración. La ausencia de mitas vinculadas a minas refuerza el primer argumento, lo que habla de la relativa mejor situación de los trabajadores en los obrajes, pero también existen varias fuentes que menciona una migración importante de los alrededores a la región andina del norte de la Audiencia. No se puede descontar la migración puesto que la mortalidad también se llevó a cabo por las muchas epidemias que se sufrió en esa época. Esta migración pudo haber estado vinculada al sistema impositivo colonial. Para esta región la tasa de tributo fluctuaba: entre dos pesos y medio más un ave (a un real) y dos pesos y media ave por tercio. Se pagaban en Navidad y las fiestas de San Juan. Este último, vinculado desde el siglo XX con el Inti Raymi donde se ofrecen cosechas (tributo) como parte de la fiesta. Todo esto contribuyó al crecimiento poblacional que se calcula entre 1591 y 1660 de alrededor de un 60% pasando de 144 mil a 230 mil indígenas. Este dato se complementa a su vez con el censo de Villalengua a las puertas de la independencia que estimaba alrededor de 276 mil indígenas. Esto contrasta con las estimaciones demográficas de indígenas en total en los Andes que suele fluctuar entre 11 y 13 millones, lo que apoya la idea de que no había un gran centro urbano prehispánico en esta zona y más bien los obrajes fueron los que permitieron su desarrollo.

### Las reducciones y la evangelización
Las encomiendas que estaban vinculados a la evangelización de los indígenas, cuando un encomendero acordaba con un doctrinero la catequesis de determinada población, fue una de las políticas dentro de la monarquía española para lograr reducir el territorio de los indígenas y vincularlos a determinadas regiones para establecer pueblos compactos con asientos definitivos. Esto permitió el aprovisionamiento seguro y barato de la mano de obra para los obrajes. La dinámica entre la política y la iglesia se desarrollaba a partir de la prohibición de la Audiencia de desplazar la población tributaria de indígenas a grandes distancias para consolidar las reducciones mientras que la iglesia denunciaba cualquier abuso sobre dichas poblaciones. De esta manera se garantizaba el control paternalista que caracterizó a la historia de la Audiencia de Quito. El éxito de los obrajes se debió al retenimiento de la población, el impulso en actividades productivas, controlables y relativamente más humanas que en resto de territorios lo que incentivó la huida de indígenas hacia esta región que solicitaban las licencias de erección para ser retenidos en determinados pueblos.

### El ocaso de los obrajes
"a pesar de que no se cuenta con series de producción que permitan apreciar su evolución, por le número de unidades existentes hasta 1780 se puede presumir que el sector no a través por la crisis apocalíptica que por lo común se atribuye al siglo XVIII, aunque sin duda la contracción es evidente."
Cantidad de obrajes y trabajadores (números redondeados):
| Corregimiento | Obrajes en 1700 | Obrajes en 1780 | Trabajadores 1780 |
| Ibarra        | 7               | 1               | 25                |
| Otavalo       | 8               | 11              | 525               |
| Quito         | 74              | 36              | 1250              |
| Latacunga     | 31              | 50              | 2400              |
| Riobamba      | 41              | 24              | 1400              |
| Ambato        | 8               | 3               | 400               |
| Total         | 169             | 125             | 6000              |

En el asiento de Latacunga se trabaja toda suerte de oficios, y artes mecánicos, obrajes de paños, bayetas y tucuyos: hacen grandes Salazones de puerco para vender a Quito, Riobamba y Guayaquil, donde merecen la mayor estimación.

### Actualidad

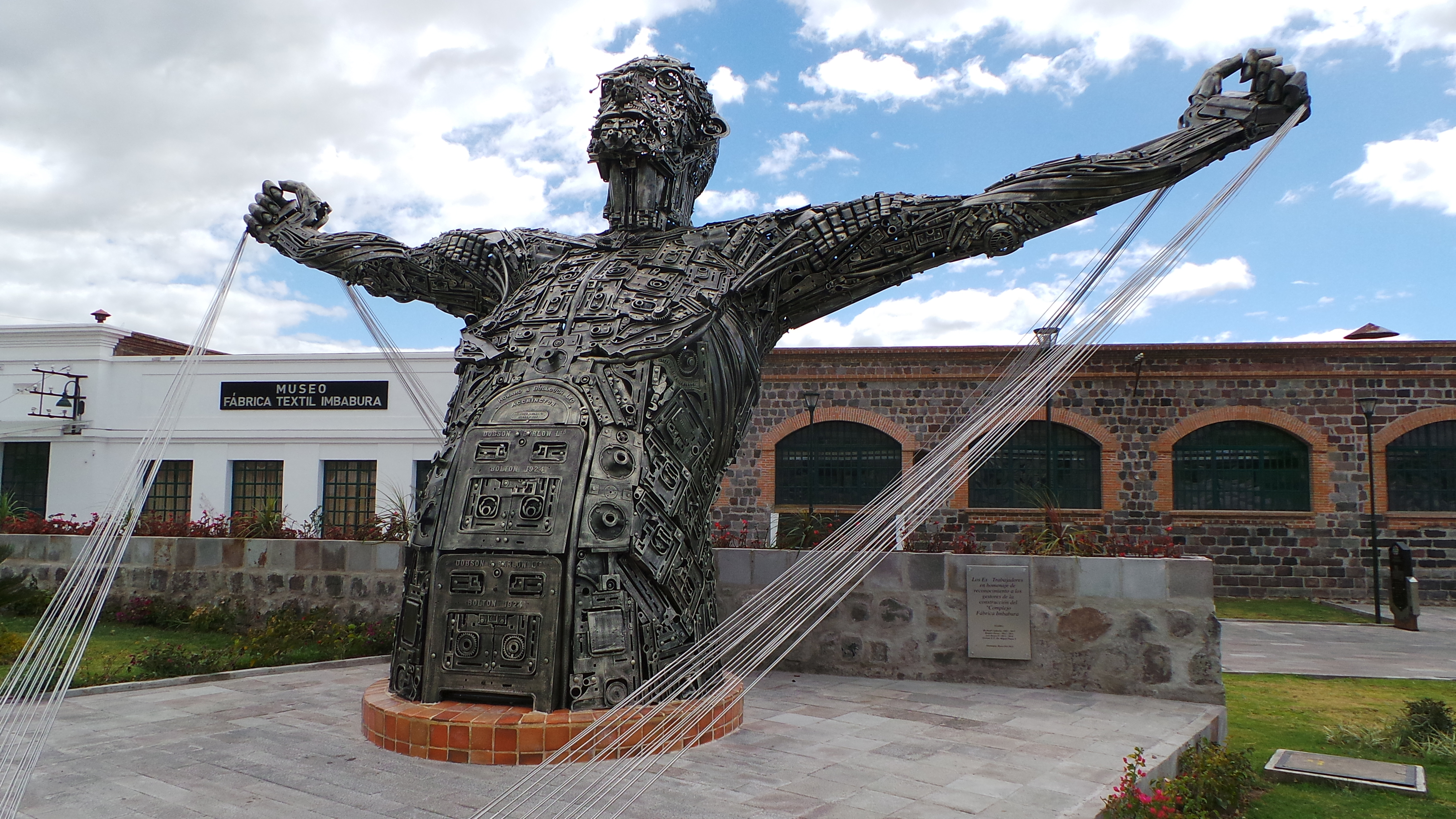
Fábrica Textil Imbabura

Aunque los obrajes experimentaron un cambio en la propiedad de las encomiendas durante la época de la independencia. Esto causó que se levanten varias quejas durante el siglo XIX para levantar las acuciantes regulaciones que impedían su desarrollo que además del comercio con países europeos que habían industrializado sus textiles dificultaban la situación de los obrajes. Si a esto se suma la creciente migración hacia la costa que encarecía la mano de obra en la sierra, se puede comprobar la crisis de los obrajes durante el siglo XIX. Por esta razón varias personas importantes como Manuel Larrea, Felipe y Josepha Carcelén, Manuel de la Peña, Rosa Montúfar y Mauricio Maldonado entre otros terratenientes solicitaron el levantamiento de estas regulaciones durante los últimos años de vínculo con España. No obstante sus solicitudes no serían escuchadas por la participación de muchos de ellos en los movimientos independentistas. Esto llevaría a la desaparición de los obrajes para fines del siglo XIX y como consecuencia de aquello se regresaría a la producción agrícola y ganadera de las haciendas enfocadas principalmente al mercado interno. Por otro lado la producción textil tradicional desarrollada en los obrajes no desaparecería, aunque su peso en la economía de Ecuador llegaría a ser mínimo. Muchos textiles se desarrollan con telares similares a los usados en los obrajes y se venden como artesanías típicas de ese país, formando ahora parte del sector turístico. Existió el intento de industrialización de la producción textil del norte de los Andes, en la provincia de Imbabura con la fundación de la Fábrica Textil Imbabura en 1924 que funcionaría hasta 1997. Años anteriores también se había creado la Fábrica San Pedro en 1858 con el fin de vender cobijas y lanas. Al momento allí funciona el Museo Viviente Otavalango donde muestra su historia. En la actualidad dicha zona todavía produce textiles que sustentan sobre todo el consumo interno de esa región. 